# Дудкі (Підляське воєводство)
Дудкі (пол. Dudki) — село в Польщі, у гміні Моньки Монецького повіту Підляського воєводства.
Населення — 160 осіб (2011).
У 1975-1998 роках село належало до Білостоцького воєводства.

## Демографія
Демографічна структура станом на 31 березня 2011 року:
|          | Загалом | Допрацездатний вік | Працездатний вік | Постпрацездатний вік |
| -------- | ------- | ------------------ | ---------------- | -------------------- |
| Чоловіки | 90      | 19                 | 55               | 16                   |
| Жінки    | 70      | 14                 | 35               | 21                   |
| Разом    | 160     | 33                 | 90               | 37                   |